# Что-то с телефоном
«Что-то с телефоном» — короткометражный художественный фильм, снятый в 1979 году режиссёром Константином Осиным на киностудии Мосфильм по мотивам фантастического рассказа Кира Булычёва «Можно попросить Нину?». 

## Сюжет
В квартире Вадима Николаевича собрались гости встретить весёлой компанией Новый год. Хозяин квартиры безуспешно пытается дозвониться своей знакомой Нине. Он, набирая номер, попадает к девочке, которую тоже зовут Нина. Её ответы кажутся Вадиму Николаевичу странными, пока он не понимает, что каким-то необыкновенным образом разговаривает с ребёнком из Москвы 1942 года.
Вспомнив своё голодное военное детство, герой рассказывает девочке, что в одном из московских дворов в Трубниковском переулке она может найти хлебные карточки, которые он обронил, играя с ребятами.
На следующий день Вадим Николаевич по старому телефонному справочнику узнал адрес девочки и пошёл к ней, сам не понимая, что ему можно ждать от этой встречи. Искомый им дом оказался снесён при прокладке Нового Арбата, но ему удалось установить, что Нина переехала на Юго-Запад и найти её квартиру.
Дверь ему не открыли. Вышедшая на лестничную клетку соседка сказала, что Нина Фролова с мужем уехала. Когда женщина узнала имя гостя, она вынесла оставленное для него письмо. Вадим Николаевич понял, что Нина все эти годы ждала его визита.

## В ролях
- Анатолий Грачёв — Вадим Николаевич
- Ия Арепина — мать Вадима

В эпизодах:
- Тамара Логинова — соседка Нины Сергеевны
- Людмила Марченко — гостья
- Татьяна Ронами — Нина
- Елена Фетисенко — гостья
- Светлана Швайко — гостья
- Валериан Виноградов — гость
- Михаил Кислов — гость
- Михаил Чигарёв — гость

## Съёмочная группа
- Автор сценария: Анатолий Гребнев
- Режиссёр-постановщик: Константин Осин
- Оператор-постановщик: Роман Веселер
- Композитор: Сергей Павленко
- Художник-постановщик: Анатолий Пластинкин
- Режиссёр: В. Тиунова
- Оператор: А. Бондаренко
- Звукооператор: С. Литвинов
- Художник по костюмам: Г. Жекулина
- Художник-гримёр: М. Агафонова
- Монтажёр: С. Дорофеева
- Редактор: В. Хотулев
- Музыкальный редактор: А. Лаписов
- Комбинированные съёмки:
  - Оператор: В. Якубович
  - Художник: И. Иванова
- Ассистенты режиссёра: П. Шевкуненко, А. Лебедь
- Ассистент оператора: Н. Журавлёв
- Директор: Валентин Маслов

## Литературная основа
Фильм снят по рассказу 1973 года.
В рассказе герой, набирая номер, попадает из декабря 1972-го в октябрь 1942-го, время идёт на четыре часа раньше, девочка живёт на Сивцевом Вражке, дом 15/25 — этот дом реально существует; на Сивцевом Вражке прошло детство писателя, здесь же разворачивается действие его фантастической повести «Сто лет тому вперёд» об Алисе Селезнёвой — «Гостье из будущего».

Благодаря опосредованному анализу переживаний Нины и Вадима Николаевича (телефонный разговор) автор ограничивает роль конкретного повествователя, создавая емкий подтекст и предельно усиливая драматичность новеллы. Трагедию Нины, голодающей маленькой москвички, подчеркивают картины мирной жизни Вадима Николаевича.
В композиции новеллы предельно экономно используются художественные средства. Среди них особое место принадлежит художественной детали. Холодильник, наполненный продуктами питания, переносный телефон Нина воспринимает как нечто совершенно невозможное и несуществующее. Её неожиданный вывод, что Вадим Николаевич более голодный, чем она, дополнительно усиливает трагизм положения героини.

В финале «Можно попросить Нину?» отсутствует морализаторская сентенция. Её заменяет фантастическое, которое, хотя и способствует выявлению авторского замысла, не дает читателю готовых способов интерпретации произведения, апеллируя к его воображению и жизненному опыту.